# Винклер (лунный кратер)
Кратер Винклер (лат. Winkler) — небольшой ударный кратер в северном полушарии обратной стороны Луны. Название присвоено в честь немецкого инженера-ракетостроителя Иоганнеса Винклера (1897—1947) и утверждено Международным астрономическим союзом в 1970 г. 

## Описание кратера
Ближайшими соседями кратера являются кратер Дюнер на северо-западе, кратер Перкин на севере-северо-востоке, кратер Гильом на северо-востоке, кратер Эрлих на востоке-юго-востоке, кратер Мур на юге и кратер Шампольон на юго-западе. Селенографические координаты центра кратера 42°14′ с. ш. 178°49′ з. д. / 42,23° с. ш. 178,81° з. д., диаметр 22,9 км, глубина 1,83 км.
Кратер умеренно поврежден и имеет циркулярную чашеобразную форму. Восточная часть вала перекрыта небольшим кратером. Средняя высота вала кратера над окружающей местностью 810 м, объем кратера составляет приблизительно 300 км³.

## Сателлитные кратеры
| Винклер | Координаты                                              | Диаметр, км |
| ------- | ------------------------------------------------------- | ----------- |
| A       | 43°39′ с. ш. 178°25′ з. д. / 43,65° с. ш. 178,42° з. д. | 14,2        |
| E       | 42°35′ с. ш. 177°04′ з. д. / 42,59° с. ш. 177,06° з. д. | 18,6        |
| L       | 39°58′ с. ш. 178°15′ з. д. / 39,96° с. ш. 178,25° з. д. | 30,6        |

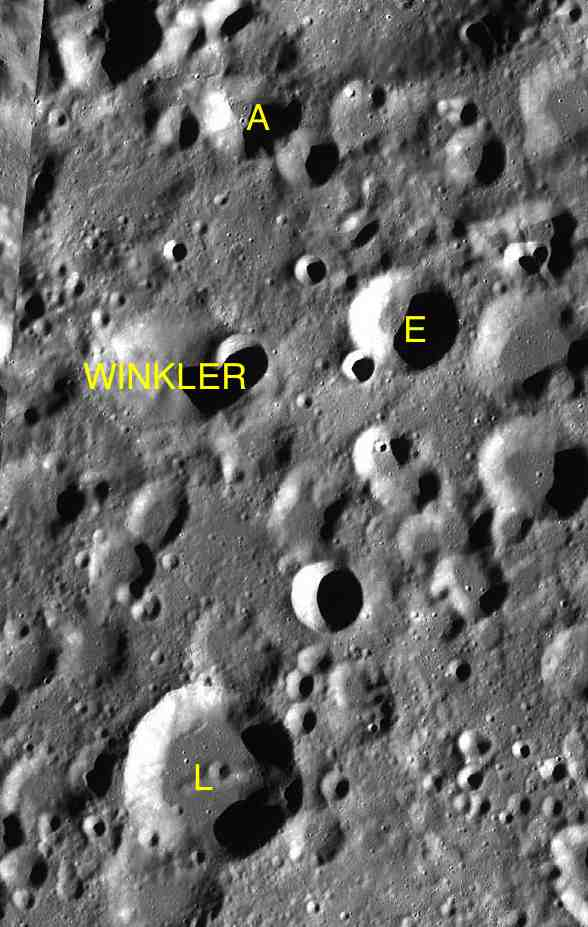
Фрагмент карты LAC-33.

- Образование сателлитного кратера Винклер L относится к нектарскому периоду[3].